# Decibel (KDE)
Decibel 是一個KDE 4新的通信框架。Decibel 的目標是整合所有到桌面的通信協定。現在用戶都接觸不同的應用程式：AOL、MSN、電子郵件、Skype等。Decibel將存儲的所有聯繫在一個地方，方便用戶管理和溝通。
例如愛麗絲想和鮑勃說話。愛麗絲要求開始連接到鮑勃並向伺服器要求和選擇最好的方式連絡鮑勃（根據電話號碼、電子郵件地址等），並開啟了和鮑勃之間的連接。這樣一來，愛麗絲可以聯繫她的朋友們無論他們使用何種協定。

## 功能
Decibel 函式通信協議採用Telepathy協議作為桌面守護進程，以減少添加新的功能結合實時通信到應用程序中的複雜性和工作需求。和Telepathy一樣，Decibel使用D-Bus 提供服務，所以任何D-Bus 偵測到的應用程式皆可以使用Decibel的服務。Decibel 能夠管理桌面的具體行為、協定配置和帳戶管理。

## 外部連結
- Decibel home page